# Sebastián de Solís
Sebastián de Solís (Toledo; circa de 1550 - Granada; 1630-1631), escultor, arquitecte de retaules i imatger. Va ser un artista de formació romanista, amb influència d'una banda d'Alonso Berruguete i d'altra banda de Gaspar Becerra. Com a imatger, destaquen els trets de les seves talles, amb figures de «rostres quadrats de prominent mentó arrodonit, mans grans i expressives que deixen sortir unes mànigues de plegament comprimit i paral·lel al puny».

## Biografia
Van ser els seus pares Gonzalo Ortiz i Maria de Rojas que eren de Fuente Obejuna (Còrdova). Sebastián es va casar en Almagro (Ciudad Real) amb Francisca de Villena. Arriba a Jaén el 1578 i s'instal·la a prop de l'Església de San Ildefonso, on va viure al llarg de la seva vida davant de la mencionada església i també al mateix carrer Hurtado, malgrat haver assolit una situació econòmica prou elevada, aquest fet es demostra amb l'existència de diversos documents relacionats amb compres de cases i terrenys. Es creu que cap a l'any 1603 la seva dona se'n va anar a Madrid amb els seus fills, lloc on moriria en 1622 aproximadament, també per aquest mateix temps mor un fill anomenat Gaspar, després d'aquestes desgràcies familiars i com home religiós que era, va entrar com «clergue de menors» al voltant de 1622. Malgrat que en el seu testament declara voler que l'enterrin a San Ildefonso, no és allà on va ser enterrat, ja que es presumeix que a causa de la seva edat -prop de vuitanta anys- se'n va anar a Granada amb la seva germana Jerónima o alguna residència de sacerdots on va morir entre 1630 i 1631. El seu fill i deixeble Juan de Solís va ser també escultor.

## Carrera artística
La primera documentació d'un treball es té és de 1582, amb ocasió de l'encàrrec del retaule major de San Bartolomé de Jaén. Denominat entallador a partir de 1585 pren el títol d'escultor que ja utilitza a tots els seus contractes a partir d'aleshores. És nomenat el 1593 «Visitador i Veedor General d'Obres», pel bisbe de Jaén Francisco Sarmiento de Mendoza per a totes les esglésies del bisbat, aquest càrrec va ser instituït aleshores per primera vegada i el seu sou aniria a càrrec de les mateixes esglésies visitades. Entre aquestes visites es troba, segons el llibre de fàbrica de l'església parroquial de Huelma, la realitzada en 1611, on Solís va solucionar l'arranjament de la volta de la capella major: «que corria molt de risc, així la mencionada capella com el retaule posat». El 1628 va ser nomenat Notari del Sant Ofici de la Inquisició del tribunal de Còrdova.

## Característiques de la seva obra
Els retaules a la província de Jaén en aquesta època (1580-1640) es trobaven entre el manierisme /protobarroco i el barroc pròpiament declarat. L'organització realitzada per Solís a l'arquitectura dels seus retaules és en general de tipus piramidal, amb dos pisos de tres carrers amb dos entrecarrers i amb coronament de l'àtic. A la seva execució, va des de l'horitzontalitat molt remarcada del retaule de l'església de San Bartolomé de Jaén a la importància de la línia vertical usada a l'arquitectura dels retaules de les esglésies de Cambil i Villanueva de la Reina - aquest últim desaparegut en la guerra civil de 1936- i en l'última obra atribuïda de la Capella Dorada de la Catedral de Baeza (1921). Altres línies emprades per l'escultor als retaules són els pinacles i nínxols llisos i daurats, que es van fer més profunds amb les obres posteriors per deixar un millor espai on col·locar les seves escultures. Els relleus hi són, també per regla general, als carrers laterals emmarcats per columnes i frontons, i als entrecarrers situa les escultures de bulto.

### Retaule de San Bartolomé

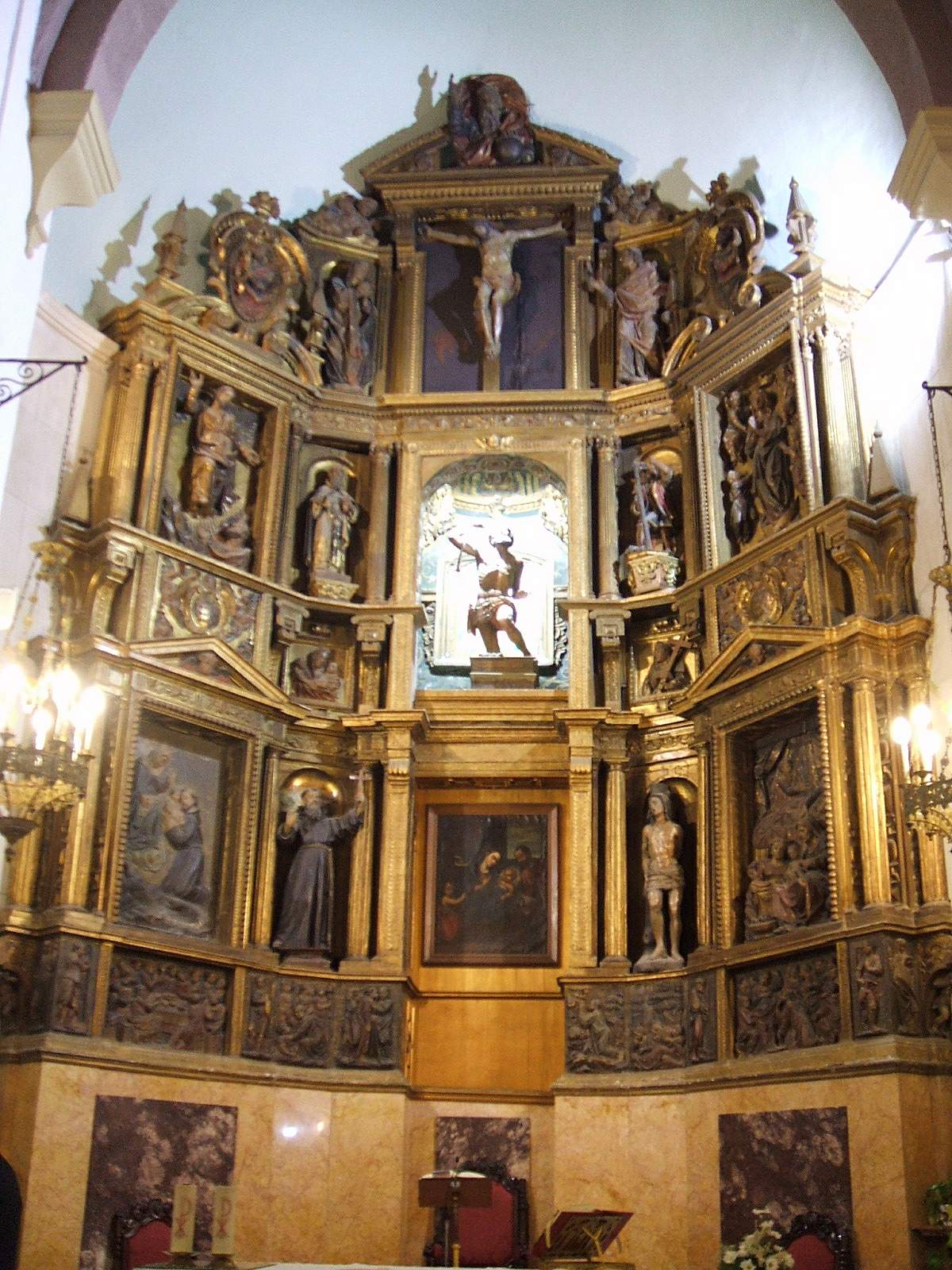
Retaule de l'església de san Bartolomé de Jaén.

Aquest retaule es troba quasi íntegre tal com el va realitzar Solís, la seva estructura s'adapta a la capçalera poligonal de la capella major, consta de banc i predel·la amb relleus i unida als murs laterals amb mènsules sostingudes per àngels com a atlants, té dos pisos i el coronament de l'àtic. Els pisos presenten, en el primer, columnes d'ordre dòric i en el segon, corinti, amb alts relleus amb frontons en la seva part alta i nínxols al carrer central per a la col·locació del sagrari al primer pis i en el segon la imatge de san Bartolomé -substituïda posteriorment -. L'àtic amb la representació de Crist crucificat, la Mare de Déu i sant Joan, es troba coronat per un frontó amb un bust del Pare Etern. Com en altres retaules la decoració consta de pinacles, escuts, busts al·legòrics de la Caritat i la Fe i gerros amb grotescs.

### Retaule de Cambil

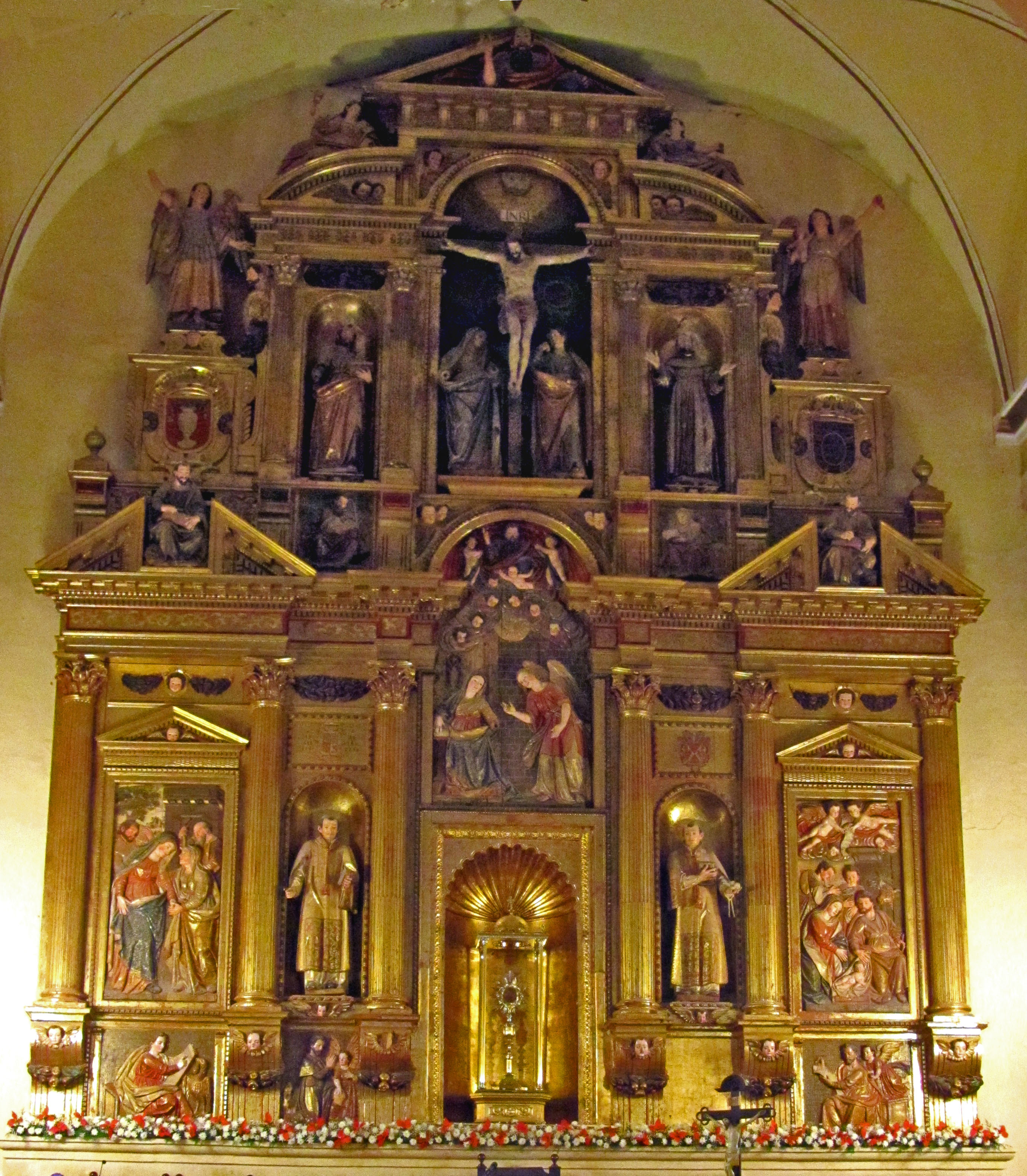
Retaule de l'església de l'Encarnació de Cambil.

Aquest retaule piramidal, s'adapta perfectament a la capçalera plana de l'església de Cambil, on es troba col·locat. Consta d'un sol pis i l'àtic. El pis s'organitza amb columnes corínties, els suports inferiors de les quals estan realitzats amb pedestals sobre mènsules, entre els quals es troben relleus de sant Roc, sant Joan i sant Mateu. Als carrers laterals es troben els relleus de la Visitació i la Nativitat de Jesús coronats per petits frontons i nínxols als entrecarrers on estan les escultures de ple volum, a la part central, dintre d'un arc de mig punt, hi ha un relleu de l'Anunciació i sota seu seria el lloc del sagrari -desaparegut -.L'àtic és de tal mida que ocupa el carrer central i els entrecarrers, en els seus extrems es troben uns escuts acabats en frontons rectes i a sobre seu hi ha les talles alades de l'Esperança i la Caritat, la part central està ocupada per un Calvari - Crist crucificat, la Mare de Déu i sant Joan - i en uns nínxols, a tots dos costats, les figures de sant Marc i sant Lluc. Remata el retaule el bust del Pare Etern.

### Retaule de Villanueva de la Reina

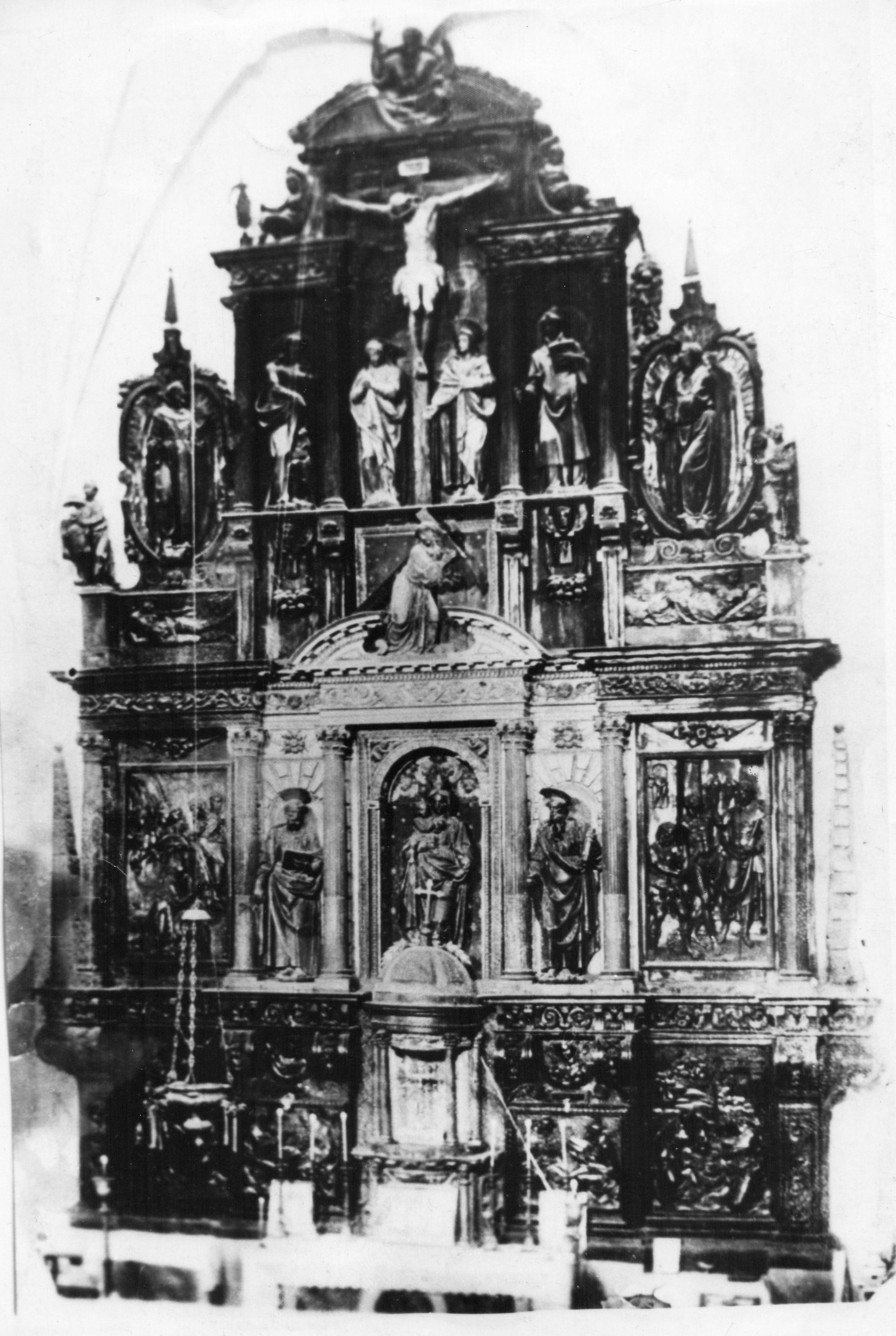
Retaule de Villanueva de la Reina (desaparegut el 1936

Aquest retaule de Villanueva de la Reina, seguia quasi la mateixa estructura que el de Cambil -«seguia», ja que va ser destruït del tot durant la guerra civil espanyola- es pot dir que només queda d'ell una fotografia i un comentari:
| «                                                                            | També es va acabar el magnífic retaule, obra de l'escola de Berruguete, de 14 m d'alçada per 7 d'amplada. És de fustes de pi i de noguera, en el seu color, i daurat en el centre. Està dedicat a la Mare de Déu. | » |
| — Diccionario Enciclopédico Ilustrado de Espasa Calpe. Tomo 63 pp. 1450-1451 | |   |

Col·locat com a retaule major de la Iglesia de la Natividad, ocupava tota la seva capçalera i es podia observar en ell la completa verticalitat de la seva estructura ressaltant els tres carrers del seu àtic amb l'elevació del seu pedestal que contrastava amb l'alçada que tenia als laterals dels costats. Aquest retaule podria ser el que tanqués la sèrie començada amb el de San Bartolomé. Al de Villanueva s'aprecia un protobarroc prou clar de principis del segle xvii, la seva denominació d'«escola de Berruguete» segurament és degut al coneixement que tenia Solís de l'obra de l'escultor castellà especialment de La Transfiguracíon de la Sacra Capilla del Salvador d'Úbeda.
A la part central del primer pis es trobava, sota un arc de mig punt, una Mare de Déu amb l'Infant, amb les figures, en els entrecarrers de sant Pere i sant Pau i als carrers laterals els relleus de l'Adoració dels Mags i els Pastors, junt les columnes que formen aquests carrers i de la mateixa alçada estaven uns grans pinacles que partien d'unes grans mènsules del banc inferior. En els extrems de l'àtic, els espais estaven ocupats segurament per les quatre Virtuts i la part central amb la imatge del Calvari -Crist crucificat, Maria i Joan- i sobre seu un frontó partit on apareix al timpà el bust del Pare Etern beneint.

## Obres notables
- Calvari, Sant Joan, Mare de Déu dels Dolors i una Magdalena de la confraria del Sant Sepulcre i Resurrecció de Nostre Senyor Jesucrist de Jaén (Jaén).
- Nen Jesús, 1595 (Jaén).
- Calvari del retaule major de la Catedral de Jaén.
- Sant Pere del Retaule major de la Catedral de Jaén.
- Retaule major de l'església de San Bartolomé (Jaén).
- Crist amb Creu a coll, 1598 Mancha Real, (Jaén).
- Retaule major de l'església de Cambil (província de Jaén).
- Retaule major de l'església de la Nativitat de Villanueva de la Reina (província de Jaén) (desaparegut el 1936).
- Retaule major de l'església de Santa Maria d'Andujar (desaparegut).
- Crucificat del Retaule de l'església de San Andrés de Baeza (Jaén).

## Galeria
| - Detall del Calvari del retaule de Cambil. - Misteri del Crist del Calvari. - Calvari del Retaule de la Capella Major de la Catedral de Jaén. - Capella Dorada. Catedral de Baeza |